# 総裁政府
総裁政府（そうさいせいふ、フランス語: Directoire）は、1795年11月2日から1799年11月10日までのフランスの行政府である。国民公会の後、統領政府の前にあたる。5人の総裁が行政を担当し、二院制の議会が立法を担当した。フランス史で総裁の時代と呼ばれるこの政権の期間は、フランス革命の最後から2番目の段階にあたる。総裁政府の後、統領政府を経て第一帝政へと続く。

## ロベスピエールの失脚
1793年のフランスでは、過激な政策を掲げるジャコバン派のロベスピエールらが実権を握っていた。彼らは有力者を次々と死刑や海外に流刑するという恐怖政治を実施したが、これに追随してパリ以上に過激な政策を実施する派遣議員らの専横と腐敗がフランス全土に広がっていた。このためロベスピエールらは派遣議員をけん制しようとしたが、1794年7月27日（共和暦2年テルミドール9日、テルミドールとは共和暦で熱月の意）、ジャコバン穏健派と派遣議員ら既得権益層が反ロベスピエール派として団結し、テルミドール9日のクーデターを実行。ロベスピエール派を処刑し、権力を掌握した。このときに先鋒を務めたのがバラス、タリアン、フーシェらである。ナポレオンも、バラスの配下として活躍している。

## テルミドール派の政治
この時に権力を掌握した者らはテルミドール派と呼ばれる。ただし、ロベスピエール派と対立する集団というだけの関係であり、政策上は必ずしも一致していなかった。これ以後のフランス政府は、革命の理想に燃える革命派と、急激な改革を嫌う王党派との2派が対立することとなる。ただし王党派と言えども必ずしも王政復古を望んでいるわけではなく、ややもすると行き過ぎることの多い革命派に対して、古い体制を否定しないという立場であった。
テルミドール派はこれまでの政治制度を大きく変えた。まず経済では1794年12月24日までにかけて、輸入自由化、統制価格の撤廃が徐々になされた。ただし、このため猛烈なインフレが起こって国債アッシニアの暴落を招き、後の総裁政府破綻の原因の一つとなる。一方で武器商人や金融業者など資本を集める者も出た。1795年2月21日に聖職者民事基本法が撤廃されて、政教分離原則が取られ、信教の自由が保障された。政府の祭式予算が撤廃された一方で、1795年5月30日には教会に祭祀が再び許された。行政は、公安委員会の権限が軍事と外交に縮小され、保安委員会が引き続き警察権を持ち、立法委員会が大きな権限を握った。各委員会は毎年4分の1ずつ入れ替わり、再任されるには1ヶ月の間を置くこととされた。

## 周辺国との関係
テルミドール派が政権を取ってからも、戦争はしばらく続けられた。例えば1794年9月にはオランダに向けて侵攻を始めている。しかし、内乱と財政状況の悪化で国が疲弊していたため、1795年春以降、政府は戦争状態にあった国々と講和を結んでいく。まず1795年4月5日、バーゼルの和約でプロイセン王国と比較的有利な条件で講和した。続いて5月16日にはオランダと講和を結ぶ。さらに7月22日にはスペインともフランスに有利な講和条約を結ぶ。
しかしオーストリアとの講和には失敗して戦争が続けられ、10月1日にはベルギー併合に成功する。ただしライン川を挟んだ戦いでは敗れ、12月になってようやく停戦となる。しかしこれは一時的なものであり、翌年6月に戦闘は再開される。

## 共和暦3年憲法の制定
テルミドール派は1795年、革命色の強すぎる1793年憲法を修正して、共和暦3年憲法を制定した。2ヶ月の議論の後の1795年8月22日に普通選挙制による採否を問う投票が行われ、投票数105万に対し、反対はわずか5千票だった。
憲法を受けて行われる最初の選挙ではテルミドール派よりも王党派の方が有利と予想された。そのため、テルミドール派は「退職後の議員の職が保証されていないため、新たに議員に立候補する者は少ないであろう」と主張して、国民公会から3分の2の議員を留任させる法案を提出し、憲法と合わせて採択された。
この採決を受けて9月23日、新憲法が公式に発足した。
これに対して各派、とりわけ王党派は選挙妨害があったとしてパリで集会を開いた。1795年10月5日、これがヴァンデミエールの反乱と呼ばれる暴動に発展したため、政府はポール・バラスに事態の解決を命じた。それを受けて若きナポレオン・ボナパルトが副官として2、3千の政府軍とよく訓練された大砲隊を指揮し、軍事力に劣る反乱軍を翌日には鎮圧した。

## 共和暦3年憲法の内容
この憲法は権力分立を旨としており、立法権、行政権、徴税権それぞれの独立が謳われた。また、条文は124条から377条にまで増やされた。
選挙権に関しては、普通選挙が廃止され、一定の税を納めている者にのみ認められた。これにより、成人男子700万人のうち有権者は500万人となった。
立法権は五百人会と元老会（250人）の二院制とされた。これは一院制では極端な法案がすぐに通ってしまうのを防ぐのが狙いであった。両院とも毎年3分の1が改選された。五百人会議員は25歳以上、元老会議員は40歳以上かつ既婚者または寡夫（妻と死別した人）でなければならなかった。五百人会の法案に対し、元老会には修正権が無く、拒否権のみがあった。
行政権は、5人の総裁に委ねられた。任期は5年とされ、毎年1人ずつ改選されることになった。総裁は五百人会が1人のポストにつき10名の候補のリストを作り、その中から元老会が選んで決められた。選任後の総裁は議会に罷免されることはないとされた。総裁の権限は行政と外交にあり、立法権は無かった。また、各官庁の長官が総裁を補佐したが、長官は内閣や議会の一員ではなく、政府全体を動かす権限がなかった。
徴税権は行政権と別途に6人の経理官に委ねられた。経理官は総裁の命令を受けることはないとされた。
その他、信教の自由、報道の自由、職業選択の自由が保証された。一方、集会の自由は認められなかった。ただし個人、組織のいずれにも政府への請願書提出が認められた。また、聖職者の中には、憲法と神に共に忠誠を誓うことに矛盾を感じるものも多く、憲法への宣誓を拒否する者（忌避僧侶 (en) ）も多く現れた。このような忌避僧侶の人権は制限された。

## 共和暦3年憲法の実施
新憲法下での初めての選挙が1795年10月20日に行われ、10月26日に国民公会は解散した。10月31日に総裁が選出された。
総裁に選ばれたのはルーベル、バラス、ラ・ルヴェリエール、カルノー、ル・トゥルヌールであった。
バラスは貴族の出身だが残りの4人はブルジョア階級である。ルーベル、バラス、ラ・ルヴェリエールの思想はジャコバン派に近く、急激な改革を好んだ。一方、カルノーとル・トゥルヌールは、急激な改革を好まなかった。
総裁政府の成立で、革命は終結したかに見えた。亡命中のルイ18世とアンシャン・レジームの復活を望む国民は少なく、その逆の恐怖政治も好まれず、総裁政府は中道路線として支持された。国民は革命の傷を癒すため、事態が収まることを望んでいた。
しかし、総裁政府は当初から財源不足に悩まされる。国債アッシニアの暴落は止まらず、税制改革も行われたが財政は回復しなかった。1795年12月にはラメルが財務長官となり、1796年3月18日にアッシニアが廃止され、変わって土地手形が発行された。また、議会の王党派は、忌避僧侶の許容、亡命者 (émigré) の親類に関する法の廃止、亡命者とその親類に対する寛容を要求したが、総裁政府はこれを拒否した。
1796年5月25日に土地公有化などを主張するバブーフが、政府転覆の陰謀を企てていたため逮捕され、翌年5月に処刑された。
1793年からフランス西部で続いていたヴァンデの反乱がオッシュによって鎮圧され、1796年5月26日のフランソワ・ド・シャレットの処刑によって事実上終結した。

## オーストリアとの戦い
1796年3月2日、ナポレオンはイタリア方面軍最高司令官に任命され、新たに部下となったミュラ、ベルティエ、マッセナ、ピエール・オージュローを従えて戦場に赴いた。いわゆるイタリア遠征である。4月に開始され、連戦連勝の末、5月15日にはミラノに進駐する。ナポレオンはサルデーニャ王ヴィットーリオ・アメデーオ3世と1796年5月に和解し、ニースとサヴォワを獲得し、さらにピエモンテの要塞にフランス軍の駐留を認めさせた。
一方、ドイツ遠征では苦戦した。1796年6月にモローはライン川を渡り、ジュールダンはケルンを占領した。しかし8月、カール大公によって各個撃破されてしまった。
フランスは8月にはスペインと第2次サン・イルデフォンソ条約を結んで同盟した。さらにナポレオン率いるイタリア遠征ではこの月にナポリも制圧した。その後ナポレオンはオーストリア軍とイタリア北部で激突、11月17日にはアルコレの戦いで勝利し、1797年1月14日に勝利を決定的にした。4月18日にはレオベーンでオーストリアと仮講和条約が結ばれた。さらに10月にはオーストリアとカンポ・フォルミオ条約を結んでヴェネツィアと引き換えにイタリアロンバルディア州と南ネーデルラントを獲得した。イギリスは1797年、サン・ビセンテ岬の海戦で勝利したものの、フランスのオランダ征服を認めざるを得なかった。
これらの勝利はいくつかの意味を持った。まず、ナポレオンが英雄としてフランス国民の尊敬を集めた。また、占領地からフランスに送られた戦利品は総裁政府の財政をやや助けた。このためある意味ナポレオンに財政を握られた形となり、総裁政府はナポレオンを恐れ始めた。ナポレオンの強さはいちいち本国の訓令を待たずに即断することにもあり、その点でも総裁政府はナポレオンに不安を持った。

## 王党派の進出
話は少し遡って1797年1月、総裁のラ・ルヴェリエールと、サン=ピエール、シェニエ、ドーヌーらはカトリック教会に対抗して、新宗教の敬神博愛教を作っている。
1797年3月と4月に行われた3回目の評議員選挙では、王党派が多数党となった。王党派の要望を受けて、ル・トゥルヌールが総裁から外され、代わりにカルノーと思想が近い著名外交官のバルテルミーが当てられた。総裁政府は、バラス派とバルテルミー派の対立の構図ができつつあった。
議会の王党派議員は革命による急すぎる改革を嫌い、制度を旧時代に少し戻した。亡命者の親類に対する政治活動制限が無効とされ、忌避僧侶にも市民権が戻された。

## フリュクティドール18日のクーデター
総裁のバラス、ルーベル、ラ・ルヴェリエールらは巻き返しを図り、クーデターで政府から王党派を追い出すことにした。
そのため、まず陰謀の得意な警視総監フーシェを仲間に引き入れた。また、議会に強い人脈を持つタレーランも外務長官の地位と引き換えに仲間にした。
1797年9月4日（共和暦フリュクティドール18日）、先にヴァンデの反乱を平定したオッシュと、ナポレオンの部下ピエール・オージュローをパリに呼び寄せ、いわゆるフリュクティドール18日のクーデターを起こした。ナポレオン本人が行かなかったのは、仮にクーデターが成功したとしてもバラスの政権は長くないと見て、新政権の失敗のあおりを受けることのないようにとの配慮であった。
クーデターは成功した。選挙で選ばれた198人の代議士の当選が無効とされ、多くの著名人が逮捕された。総裁となったばかりのバルテルミーは南アメリカのカイエンヌに追放され、カルノーは亡命した。その後任総裁にはドゥーエーとヌフシャトーが就いた。政府要員は共和派が占め、亡命者の親類に対する法律も復活された。軍事法廷が設けられ、亡命者は有罪であるとして、フランスへの帰国を命じる判決が下された。
忌避僧侶は、再び虐げられることになった。何百人もがカイエンヌ送りとなり、あるいはレ島やオレロン島の廃墟に閉じ込められた。ラ・ルヴェリエールは自らの宗派を拡大し、多くの教会が敬神博愛教の施設に変えられた。政府は、十曜日（共和暦参照）を公的な祭礼の日として仕事を休むことを義務とし、これまで教会で行われていた日曜日の礼拝を禁じた。報道の自由は制限され、新聞は発行禁止処分、ジャーナリストは軒並み追放された。
旧貴族全員をフランスから追放することが提案された。その案は実現されなかったが、旧貴族は外国人扱いされ、市民権を得るためには帰化する必要ができた。さらに公債の利子の3分の2は無効扱いされた。
その他の政策として、まず大蔵長官のラメルが支出切り詰め、各種支払の引き下げと凍結、間接税の復活などの政策を実施した。また、内務長官のヌフシャトーは学校や政府統計などに力を注いだ。

## フロレアール22日のクーデター
1798年4月の選挙で、議会は規定改選数の3分の1だけでなく、フリュクティドールの革命で不足した議員の補充が必要となった。王党派は無力化しており、有権者の関心は低下するばかりだった。当選したのは現政権に批判的な共和派議員が多かった。
総裁政府は反対派を抑えるため、1798年5月11日（共和暦花月22日）、当選者154人中、政府に反対する106人の選挙結果を無効とする法律を強行採決した。これはフロレアール22日のクーデターと呼ばれる。そこまでしても、総裁政府と議会の関係はしっくりいかず、議会は総裁政府の腐敗と悪政の責任を追及した。ヌフシャトーが引退し、1798年5月15日、トレヤールが総裁となったが、議会はトレヤールを支持しなかった。

## 戦争継続とエジプト遠征
フランス内部が動揺する一方で、総裁政府は周辺諸国への干渉をやめなかった。1797年12月、議会は将来のドイツ侵攻に備えて、国境の都市ラシュタットを占領した。占領の成功は、フランスの世論に好影響を与えた。
総裁政府はベルン獲得のため、ギヨーム＝マリ＝アン・ブリューヌにスイスを侵攻させた。さらに1797年12月28日にフランス軍司令官デュフォーが殺された報復として、ルイ＝アレクサンドル・ベルティエに命じてピウス6世が治める教皇領を侵攻させ、ローマ共和国を建国した。その際、ピエモンテ州を事実上フランスに併合した。これらの侵攻の際には略奪行為も数多く行われた。
一方で、ナポレオンの功名心と、総裁政府が国民に人気のあるナポレオンを遠くに追いやりたいとの思惑が一致し、共和国軍と司令官のほとんどを引き連れてのエジプト遠征が実現した。1798年5月19日に兵5万と船舶232を率いてまずは地中海の島国マルタを目指した。6月8日にはマルタを占領し、7月1日にはエジプトのアレクサンドリアについた。近代兵器を有するフランス軍は早くも7月24日にエジプトの中心都市カイロを占領した。
戦線が広がるにつれ、軍は恒久的な人手不足となり、1798年夏、近代になって初めての国民皆兵に関する法律が可決された。実施に反対して、ベルギーでは農民の反乱が起こった。この時は聖職者8000人が罪に問われて流刑されそうになったが、民衆の支援を得てほとんどが逃亡した。政府の指導力が低下しており、徴兵できた兵士は極少数であった。
このような状況の中、1798年8月1日、いわゆるナイルの海戦において、イギリスのネルソン提督がフランス海軍を大いに破った。この勝利でイギリスは地中海の制海権を決定的にし、エジプトのフランス軍は孤立した。

## フランス周辺の前線
ナイルの海戦の勝利は、フランス周辺国の同盟を促進した。ナポリ王国、オーストリア、ロシア、トルコがイギリスと同盟し、フランス包囲網を構築した。いわゆる第二次対仏大同盟である。もっともナポリ王国のフェルディナンド4世（後の両シチリア王フェルディナンド1世）は、軽率にも同盟国が戦争準備を整える前にフランスを攻勢したため、逆に破られてシチリアに逃亡するはめになった。
1799年1月、フランスはナポリを占領し、パルテノペア共和国を建国した。しかし、この勝利は前線を拡大し、軍を分散させただけだった。さらに3月初旬にはドイツに向けてライン川を渡った。しかし1799年3月21日、カール大公率いるオーストリアにシュトッカッハの地で敗れた。戦争終結を目的として1798年1月19日から続いていたラシュタット会議は15ヶ月間なんの成果もなく、1799年4月にオーストリアの軽騎兵がフランス使節を殺害したことで終了した。イタリア戦線では、同盟国側はロシアの陸軍元帥（後に総司令官）のアレクサンドル・スヴォーロフにオーストリア・ロシア連合軍を指揮させた。1799年4月17日、モロー率いるフランス軍はカッサーノ・ダッダで敗れ、さらにミラノ、トリノも落とされた。そのためフランスによるイタリアの傀儡政府の権威は急落してナポリから撤退、スヴォーロフは6月17日-18日、トレッビア川の激戦で再びフランス軍を破った。フランス軍はフランス周辺の各戦線で敗北を続け、占領地が奪還されていった。

## プレリアール30日のクーデター
1799年3月から4月にかけての選挙で、共和派が躍進した。これにより一時的に総裁政府の権威が上がった。5月、ルーベルが引退し、後任はエマニュエル＝ジョゼフ・シエイエスになった。
シエイエスは共和暦3年憲法に反対していたが、市民の絶大な支持を受けた。彼は総裁政府の人気が低迷していることを敏感に読み取った。シエイエスは権力を望み、憲法改正して共和派の力を抑えようとした。シエイエスはバラスと手を組み、他の3人の総裁と距離を置き始めた。
6月16日、議会は総裁トレヤールの就任を無効とし、さらにドゥーエーとラ・ルヴェリエールをフロレアール22日のクーデターの張本人として解任を要求した。結局6月18日（プレリアール30日）にこれが認められた。これをプレリアール30日のクーデターと呼ぶ。後任はゴイエ、ムーランとデュコとなった。新たに総裁となった3人は失政こそなかったものの、権威もほとんどなかった。行政府の各長官も取り替えられた。

## プレリアール派の政策
ドイツとイタリアの占領地が次々と奪還されていく中、フランスは内部混乱のために有効な手を打つことができなかった。まず財政は破綻していた。政府の反宗教方針によりフランス各州は反乱寸前だった。道路の破壊と盗賊の増加により、商流は滞った。この当時のフランスに政治的自由はなかったが、かといって独裁による政治的速断もほとんどなされなかった。五百人会は過激派が占め、人質法、反革命容疑者法といった極端な法律が作られた。累進課税制も採用された。ジャコバン派が再び結成され、かって不遇の死を遂げたジャック・ルネ・エベール、ジャン＝ポール・マラーの再評価が行われた。
この頃、シエイエスはジョゼフ・フーシェを警察担当長官に再任した。フーシェは辣腕であり、ジャコバン派を解散させ、何人かのジャーナリストを追放した。シエイエスもまた、権力を強化するため、軍を利用しようとした。彼はジュベールを将軍に任命し、戦局を好転させるためにイタリアに派遣した。1799年8月15日、ジュベール将軍はノーヴィで同盟国軍のスヴォーロフと遭遇、ジュベール将軍は初期に戦死し、フランス軍は敗北した。
この敗戦の後、フランスはジェノヴァの生命線ともいうべきアルプス山脈南部の占領地の防衛が手薄になった。ロシア及びオーストリアはスイスからフランスを侵略することで合意した。一方、イギリスとロシアの連合軍は、オランダを攻撃した。しかし同盟国側もまた、自国の見栄と利益にこだわったため、強かったとはいえなかった。同盟国軍は1799年9月26日-27日、第二次チューリッヒの戦いでフランスのアンドレ・マッセナに敗れ、スイス侵攻が遅れた。10月にはイギリス・ロシア連合軍はオランダから撤退した。これにより、フランス周辺での当面の脅威は無くなった。

## 総裁政府の終焉 - ブリュメール18日のクーデター
ナポレオンはエジプトで苦戦していた。個々の戦闘では勝利を収めていたが、本国からの救援が無く、風土病に悩まされている状態では、エジプトからの撤退しかありえなかった。しかし地中海の制海権をイギリスに握られているため、簡単には撤退できなかった。
一方でフランス本国の政治は混乱を極めており、ナポレオンが政権に入り込むチャンスとなっていた。そこで、1799年10月9日、ナポレオンは総裁政府の命令を待たずに、軍をエジプトに残してフランス南部のフレジュスに帰還した。
総裁のシエイエスは法律の範囲内で事態を収めるのは不可能と判断し、ナポレオンの力を借りて一挙に政権を確立しようと考えた。1799年11月9日、クーデターは成功し、シエイエスとナポレオンは統領政府を樹立した。ここに総裁政府の時代は終わり、統領政府が建てられた。統領政府ではシエイエスを押さえてナポレオンが実権を握った。

## 歴代総裁
| 総裁政府   | 総裁政府   | 総裁政府 | 総裁政府           | 総裁政府         | 総裁政府     |
| ---------- | ---------- | -------- | ------------------ | ---------------- | ------------ |
| 1795年11月 | ルーベル   | バラス   | ラ・ルヴェリエール | ル・トゥルヌール | カルノー     |
| 1797年5月  | ルーベル   | バラス   | ラ・ルヴェリエール | バルテルミー     | カルノー     |
| 1797年9月  | ルーベル   | バラス   | ラ・ルヴェリエール | ドゥーエー       | ヌフシャトー |
| 1798年5月  | ルーベル   | バラス   | ラ・ルヴェリエール | ドゥーエー       | トレヤール   |
| 1799年5月  | シエイエス | バラス   | ラ・ルヴェリエール | ドゥーエー       | トレヤール   |
| 1799年6月  | シエイエス | バラス   | デュコ             | ムーラン         | ゴイエ       |